# Пикродафни
Пикродафни (греч. Πικροδάφνη «олеандр») — река в Греции. Одна из трёх крупных рек в Афинах в Аттике, уступает по длине Кифисосу и Илисосу. Исток находится на западных склонах Имитоса в Вироне выше Кареас (Καρέας) в Центральных Афинах. Недалеко от истока река заключена в бетонную трубу, протекает в трубе 3 километра и выходит на поверхность в Ильюполисе. Пересекает Ильюполис и Айос-Димитриос. Впадает в залив Сароникос на границе общин Палеон-Фалирона и Алимоса близ пристани для яхт Алимоса. Водосборный бассейн площадью 22,4 квадратных километра. Длина 9,3 километра. В Ильюполисе сохранена окружающая среда, на берегах реки расположен природный парк, в Айос-Димитриосе река протекает через жилые кварталы, берега загрязнены, в реку стекают стоки от домов.